# Stoke City FC
Stoke City FC (genaamd Stoke FC tot 1925) is een Engelse voetbalclub uit de stad Stoke-on-Trent. De club is opgericht in 1863 en, na Notts County FC, daarmee de op een na oudste professionele voetbalclub ter wereld. Sommige overleveringen geven aan dat de club is opgericht in 1868. De club speelt zijn thuiswedstrijden in het bet365 Stadium.

## Geschiedenis

### Geschiedenis tot aan WOI
De club werd opgericht in 1863 als Stoke Ramblers en speelde lange tijd vriendschappelijke wedstrijden, het thuisstadion was Sweetings Field. Dit veranderde in 1877 toen de Staffordshire Football Association werd opgericht en er een bekertoernooi georganiseerd werd dat Stoke won. Op weg naar de finale versloeg de club Mow Cop met 26-0, een clubrecord. Ook het volgende seizoen won de club de beker en mocht zich de grootste club uit de omgeving noemen. In 1878 fuseerde de club met Stoke Victoria Athletic Club en werd nu Stoke Football Club. De nieuwe thuishaven van de club werd de Athletic Ground, die al snel de naam Victoria Ground zou krijgen. Dit zou 119 jaar lang de thuishaven van de club zijn. De club nam nu ook de huidige clubkleuren aan. In 1881 nam de club deel aan de nieuwe Birmingham Association Cup. In de eerste ronde kreeg de club echter een pak slaag van Aston Villa (8-0). In 1883 bereikte Stoke de finale van de Staffordshire Senior Cup en verloor daar met 3-2 van West Bromwich Albion. In 1883/84 besloot de club voor het eerst deel te nemen aan de FA Cup, de belangrijkste competitie van het land, die al 12 jaar bestond. De club werd in de eerste ronde al verslagen. Door de dreiging van de rivaliserende bond British FA moest The Football Association noodgedwongen het professionalisme aanvaarden in 1885. Stoke besloot om in augustus van dat jaar de profstatus aan te nemen. Een jaar later won de club voor het eerst in de FA Cup, met 10-0 tegen Caernarfon Wanderers.
In 1888 was de club een van de twaalf oprichters van de Football League en op 8 september 1888 speelde, en verloor, de club zijn eerste wedstrijd, tegen West Bromwich Albion. De club werd twee keer laatste en werd niet herverkozen voor het derde seizoen en werd vervangen door Sunderland. Stoke stapte hierdoor over naar de Football Alliance, een concurrerende competitie en werd daar kampioen. Stoke mocht terug naar de Football League en verliet de Football Alliance, die een seizoen later de nieuwe tweede klasse zou worden. In 1892/93 eindigde de club voor het eerst in de middenmoot, maar de rest van het decennium eindigde de club meestal in de lagere regionen. In 1898/99 bereikte de club voor het eerst de halve finale van de FA Cup en verloor daarin van Derby County FC. In het begin van de twintigste eeuw kon de club de degradatie enkele keren net vermijden, maar in 1906/07 kon deze niet meer afgewend worden. Stoke kreeg met zware financiële problemen te kampen en moest, ondanks een tiende plaats in de tweede klasse, zich terugtrekken uit de Football League. Stoke besloot zich in te schrijven voor de Birmingham & District League. Een jaar later schreef Stoke nog een tweede team in bij de Southern League. Stoke werd daar kampioen in het eerste jaar van deelname. Tot 1915 bleef de club in beide competities spelen tot hun aanvraag om terug te keren naar de Football League werd goedgekeurd. Doordat de competitie werd stilgelegd omwille van WOI moest de club echter nog vier jaar wachten op een terugkeer. Tijdens de oorlog speelde de club in de Lancashire Primary and Secondary Leagues.

### Interbellum
In 1919 werd de club eigenaar van het stadion Victoria Ground. Er werd nog een tribune bijgebouwd zodat de capaciteit werd verhoogd naar 50.000. Stoke speelde in de tweede klasse tot 1921/22, toen de club vicekampioen werd achter Nottingham Forest FC. De terugkeer verliep echter niet goed en de club degradeerde na één seizoen terug. De club ging in een neerwaartse spiraal en degradeerde na drie seizoenen door naar de derde klasse. Stoke werd kampioen en keerde meteen terug. In 1925 kreeg Stoke-on-Trent stadsrechten en naar aanleiding daarvan werd de naam in 1928 veranderd naar Stoke City FC.
In 1932 debuteerde de meest gevierde speler van de club, Stanley Matthews, een van de grootheden in het Engelse voetbal. Matthews was 17 toen hij zijn eerste wedstrijd speelde tegen Bury. In 1934 werd hij voor het eerst opgeroepen voor het nationale elftal. Hij was de eerste Stoke speler in 30 jaar die werd opgeroepen voor een interland. In 1932/33 werd Stoke kampioen en promoveerde. In 1934 was het gemiddeld aantal toeschouwers per wedstrijd 23.000, waardoor trainer Tom Mather meer geld kreeg voor transfers. Toch kwamen een aantal spelers uit de eigen jeugd zoals Matthews, Tommy Sale en Freddie Steele. In 1935 verliet Mathers de club na twaalf jaar voor Newcastle United FC. In de competitie eindigde de club twee jaar op rij in de middenmoot. Bob McGrory, die vroeger al 14 jaar voor de club speelde werd nu trainer. In 1935/36 werd de club vierde, met slechts één punt achterstand op de nummers twee en drie. In februari 1937 versloeg de club West Bromwich met 10-3, de grootste League-zege in de clubgeschiedenis. Freddie Steele scoorde vijf keer. In april van datzelfde jaar had de club ook zijn recordaantal toeschouwers, 51.373 tegen Arsenal. Steele scoorde 33 goals dat seizoen, ook een clubrecord. Met Neil Franklin werd er in 1939 een nieuw talent ontdekt. Door WOII werd het voetbal zes jaar lang stilgelegd.

### Naoorlogse seizoenen
Bij de hervatting in 1946/47 behaalde de club zijn beste klassering, toen het vierde werd met slechts twee punten achterstand op kampioen Liverpool. De club werd eerder al eens vierde, maar toen had de club een grotere achterstand op de kampioen. Stoke deed tot op de laatste speeldag mee voor de titel, maar een nederlaag tegen Sheffield United FC gooide roet in het eten. Stanley Matthews was drie wedstrijden voor het einde overgestapt naar Blackpool voor £11.500. Hierna kon de club niet meer in de top tien eindigen en in 1952 nam McGrory ontslag als trainer nadat degradatie net vermeden kon worden. Het volgende seizoen werd Stoke voorlaatste en degradeerde. De volgende tien jaar speelde de club in de tweede klasse en eindigde meestal in de middenmoot en af en toe in de subtop. De toeschouwers verminderden en voor het eerst in veertig jaar kwamen er gemiddeld minder dan 10.000.

### De Waddington-jaren
In 1960 werd Tony Waddington aangesteld. In een wedstrijd tegen Preston in 1961 daagden slechts 8.409 toeschouwers op. Waddington haalde de inmiddels 46-jarige Stanley Matthews terug naar de club, veertien jaar na zijn vertrek. Veertien dagen na de lage opkomst tegen Preston daagden 35.974 toeschouwers op voor de terugkeer van Matthews. Stoke werd achtste dat seizoen en het volgende seizoen werd zelfs de titel behaald.
De terugkeer was moeizaam, maar de club bereikte wel de finale van de League Cup, maar verloor deze van Leicester City FC. Waddington dreef op ervaren spelers als Dennis Viollet, Jackie Mudie, Roy Vernon, Maurice Setters en Jimmy McIlroy. In 1965 werd Matthews geridderd vanwege zijn voetbalprestaties. In februari 1965 speelde hij zijn 701ste wedstrijd tegen Fulham, kort na zijn vijftigste verjaardag. Dit werd zijn laatste wedstrijd in een 33-jarige carrière.
In 1967 werd doelman Gordon Banks gekocht van Leicester voor £52,000. Banks werd met het nationale elftal wereldkampioen in 1966. Toch deed Stoke het niet geweldig in de competitie en eindigde elk jaar in de middenmoot. Banks bleef tot 1972 toen hij het topvoetbal moest verlaten omdat hij een oog verloren had bij een auto-ongeluk. Op 4 maart 1972 won de club zijn enige prijs tot nu toe, de League Cup. Stoke versloeg favoriet Chelsea met 2-1 op Wembley voor 97.852 toeschouwers. In 1971 en 1972 bereikte Stoke ook de halve finale van de FA Cup, maar verloor beide keren van Arsenal. Door de winst in de League Cup mocht de club Europees spelen in de UEFA Cup, maar verloor daar in de eerste ronde van het Duitse Kaiserslautern.
Nadat George Eastham en Peter Dobin op pensioen gingen in 1972 moest de club nieuwe spelers binnen halen. Alan Hudson werd in 1974 voor £240.000 gekocht van Chelsea en datzelfde jaar werd ook Geoff Salmon voor £160.000 gekocht van Sheffield United. Peter Shilton werd weggekaapt bij Leicester City voor £325,000. De som was op dat moment een wereldrecord voor een doelman. In 1973/74 werd de club vijfde. Het volgende seizoen deed de club volop mee voor de landstitel, maar slabakte aan het einde van het seizoen en zakte naar de vijfde plaats met slechts 4 punten achterstand op kampioen Derby County FC, een veel kleinere marge dan het voorgaande seizoen toen Stoke zestien punten achterstand had op de kampioen. In de UEFA Cup werd de club in de eerste ronde uitgeschakeld door Ajax.
Nadat het dak van de Butler Stand-tribune eraf geblazen werd in een zware storm en het plein beschadigd was moest de club uitwijken naar Vale Park, het stadion van Port Vale, de tweede club uit Stoke-on-Trent. De reparatiekosten bedroegen rond de £250.000 en dit bracht de club in financiële problemen. Spelers Alan Hudson, Mike Pejic en Jimmy Greenhoff werden verkocht voor £440.000. Degradatie werd onvermijdbaar in 1976/77. Waddington nam in maart 1977 ontslag na 17 jaar.

### Recente geschiedenis
George Eastham, voormalige speler van de club, nam het roer over maar hij hield het maar tien maanden uit. In de FA Cup leed Stoke gezichtsverlies door te verliezen van Blyth Spartans, niet eens een club uit de Football League. Alan Durban werd in februari 1978 trainer en leidde het team het volgende seizoen naar de promotie. Na twee seizoenen werd de club elfde en Durban vertrok naar Sunderland AFC. De volgende seizoenen zweefde de club tussen de middenmoot en net boven degradatiezone.
Seizoen 1984/85 wordt door de fans herinnerd als The Holocaust Season. Stoke eindigde afgetekend laatste met slechts 17 punten. De club won slechts drie wedstrijden en telde 23 punten achterstand op de voorlaatste in de stand, Sunderland. Het was een laagterecord in de hoogste klasse sinds de invoering van het driepuntensysteem. Dit record werd in 2005/06 verbroken door Sunderland, dat slechts 15 punten wist te vergaren. Stoke moest het eersteklassevoetbal voor lange tijd vaarwel zeggen. Na enkele middelmatige seizoenen begon de club te slabakken en degradeerde in 1990 zelfs naar de derde klasse. Na twee seizoenen maakte de club kans op promotie, maar verloor in de play-offs van Stockport County FC. Het volgende seizoen werd de club kampioen en in 1995/96 was de club erg dicht bij een promotie naar de Premier League, maar werd in de halve finale van de play-offs gestopt door Leicester.
In 1997 verhuisde de club naar het nieuwe Britannia Stadium, dat plaats bood aan 28.000 toeschouwers. Het eerste seizoen in de nieuwe thuishaven verliep niet goed en Stoke degradeerde. West Bromwich gaf de club zelfs een pak slaag door met 7-0 te winnen. In 2000 won de club de Football League Trophy tegen Bristol City FC voor 75.057 toeschouwers. Na enkele jaren derde klasse, met een paar keer een gemiste promotie in de play-offs, kon de club in 2001/02 via de play-offs terugkeren naar de tweede klasse.
Het seizoen 2004/05 verliep teleurstellend en een twaalfde plaats was het deel van de club. Op 28 juni 2005 werd trainer Tony Pulis mede daarom ontslagen. Een dag later werd Johan Boskamp aangesteld als nieuwe trainer, maar die vertrok op het einde van het seizoen na onenigheid met het bestuur. Boskamp trok onder andere spelers als Carl Hoefkens en Sambegou Bangoura aan. Hij werd in juni 2006 opgevolgd door zijn voorganger Pulis. In het seizoen 2007/08 werd Stoke tweede en promoveerde, na 23 jaar, naar de Premier League. In het eerste seizoen werd de club twaalfde.
Halverwege het seizoen 2017/18 kreeg trainer-coach Mark Hughes zijn ontslag. Directe aanleiding was de nederlaag in de FA Cup bij Coventry City (2-1), de nummer drie van League Two, het vierde niveau, op zaterdag 6 januari 2018. De oud-aanvaller uit Wales verloor zes van de laatste acht wedstrijden met Stoke, dat in de Premier League was afgezakt naar de achttiende plaats en daarmee in degradatienood verkeerde. Hughes was sinds de zomer van 2013 hoofdtrainer van The Potters. Onder leiding van de oud-speler van onder meer Manchester United, FC Barcelona en Chelsea eindigde Stoke City drie jaar op rij op de negende plek in de Premier League. Hughes werd in januari opgevolgd door de Schot Paul Lambert.
Die wist Stoke niet voor de Premier League te behouden. De club eindigde op de voorlaatste plaats in de eindrangschikking, waardoor degradatie naar de Championship een feit was. Daarop nam de club afscheid van Lambert.

## Erelijst
- League Cup

1972
- Football League Trophy

1992, 2000

## Overzichtslijsten

### Eindklasseringen vanaf 1947
- 1947 4e
First Division
- 1948 15e
First Division
- 1949 11e
First Division
- 1950 19e
First Division
- 1951 13e
First Division
- 1952 20e
First Division
- 1953 21e
First Division
- 1954 11e
Second Division
- 1955 5e
Second Division
- 1956 13e
Second Division
- 1957 5e
Second Division
- 1958 11e
Second Division
- 1959 5e
Second Division
- 1960 17e
Second Division
- 1961 18e
Second Division
- 1962 8e
Second Division
- 1963 1e
Second Division
- 1964 17e
First Division
- 1965 11e
First Division
- 1966 10e
First Division
- 1967 12e
First Division
- 1968 18e
First Division
- 1969 19e
First Division
- 1970 9e
First Division
- 1971 13e
First Division
- 1972 17e
First Division
- 1973 15e
First Division
- 1974 5e
First Division
- 1975 5e
First Division
- 1976 12e
First Division
- 1977 21e
First Division
- 1978 7e
Second Division
- 1979 3e
Second Division
- 1980 18e
First Division
- 1981 11e
First Division
- 1982 18e
First Division
- 1983 13e
First Division
- 1984 18e
First Division
- 1985 22e
First Division
- 1986 10e
Second Division
- 1987 8e
Second Division
- 1988 11e
Second Division
- 1989 13e
Second Division
- 1990 24e
Second Division
- 1991 14e
Third Division
- 1992 4e
Third Division
- 1993 1e
Second Division
- 1994 10e
First Division
- 1995 11e
First Division
- 1996 4e
First Division
- 1997 12e
First Division
- 1998 23e
First Division
- 1999 8e
Second Division
- 2000 6e
Second Division
- 2001 5e
Second Division
- 2002 5e
Second Division
- 2003 21e
First Division
- 2004 11e
First Division
- 2005 12e
Championship
- 2006 13e
Championship
- 2007 8e
Championship
- 2008 2e
Championship
- 2009 12e
Premier League
- 2010 11e
Premier League
- 2011 13e
Premier League
- 2012 14e
Premier League
- 2013 13e
Premier League
- 2014 9e
Premier League
- 2015 9e
Premier League
- 2016 9e
Premier League
- 2017 13e
Premier League
- 2018 19e
Premier League
- 2019 16e
Championship
- 2020 15e
Championship
- 2021 14e
Championship
- 2022 14e
Championship
- 2023 16e
Championship
- 2024 17e
Championship
- 2025 18e
Championship

- First Division
- Second Division
- Third Division
- Premier League
- Championship

ⓘ In 1992 invoering van de Premier League en opheffing van de Fourth Division; in 2004 opheffing van de First, Second en Third Division.

### Seizoensresultaten sinds 1965
| Seizoen   | Eindpositie | Clubs | Divisie         | Duels | Winst | Gelijk | Verlies | Doelsaldo | Punten | Publiek |
| --------- | ----------- | ----- | --------------- | ----- | ----- | ------ | ------- | --------- | ------ | ------- |
| 1964–1965 | 11          | 22    | First Division  | 42    | 16    | 10     | 16      | 67–66     | 42     |         |
| 1965–1966 | 10          | 22    | First Division  | 42    | 15    | 12     | 15      | 65–64     | 42     |         |
| 1966–1967 | 12          | 22    | First Division  | 42    | 17    | 7      | 18      | 63–58     | 41     |         |
| 1967–1968 | 18          | 22    | First Division  | 42    | 14    | 7      | 21      | 50–73     | 35     |         |
| 1968–1969 | 19          | 22    | First Division  | 42    | 9     | 15     | 18      | 40–63     | 33     |         |
| 1969–1970 | 9           | 22    | First Division  | 42    | 15    | 15     | 12      | 56–52     | 45     |         |
| 1970–1971 | 13          | 22    | First Division  | 42    | 12    | 13     | 17      | 44–48     | 37     |         |
| 1971–1972 | 17          | 22    | First Division  | 42    | 10    | 15     | 17      | 39–56     | 35     |         |
| 1972–1973 | 15          | 22    | First Division  | 42    | 14    | 10     | 18      | 61–56     | 38     |         |
| 1973–1974 | 5           | 22    | First Division  | 42    | 15    | 16     | 11      | 54–42     | 46     |         |
| 1974–1975 | 5           | 22    | First Division  | 42    | 17    | 15     | 10      | 64–48     | 49     |         |
| 1975–1976 | 12          | 22    | First Division  | 42    | 15    | 11     | 16      | 48–50     | 41     |         |
| 1976–1977 | 21          | 22    | First Division  | 42    | 10    | 14     | 18      | 28–51     | 34     |         |
| 1977–1978 | 7           | 22    | Second Division | 42    | 16    | 10     | 16      | 53–49     | 42     |         |
| 1978–1979 | 3           | 22    | Second Division | 42    | 20    | 16     | 6       | 58–31     | 56     |         |
| 1979–1980 | 18          | 22    | First Division  | 42    | 13    | 10     | 19      | 44–58     | 36     |         |
| 1980–1981 | 11          | 22    | First Division  | 42    | 12    | 18     | 12      | 51–60     | 42     |         |
| 1981–1982 | 18          | 22    | First Division  | 42    | 12    | 8      | 22      | 44–63     | 44     |         |
| 1982–1983 | 13          | 22    | First Division  | 42    | 16    | 9      | 17      | 53–64     | 57     |         |
| 1983–1984 | 18          | 22    | First Division  | 42    | 13    | 11     | 18      | 44–63     | 50     |         |
| 1984–1985 | 22          | 22    | First Division  | 42    | 3     | 8      | 31      | 24–91     | 17     |         |
| 1985–1986 | 11          | 22    | Second Division | 42    | 14    | 15     | 13      | 48–50     | 57     |         |
| 1986–1987 | 8           | 22    | Second Division | 42    | 16    | 10     | 16      | 63–53     | 58     |         |
| 1987–1988 | 11          | 23    | Second Division | 44    | 17    | 11     | 16      | 50–57     | 62     |         |
| 1988–1989 | 13          | 24    | Second Division | 46    | 15    | 14     | 17      | 57–72     | 59     |         |
| 1989–1990 | 24          | 24    | Second Division | 46    | 6     | 19     | 21      | 35–63     | 37     |         |
| 1990–1991 | 14          | 24    | Third Division  | 46    | 16    | 12     | 18      | 55–59     | 60     |         |
| 1991–1992 | 4           | 24    | Third Division  | 46    | 21    | 14     | 11      | 69–49     | 77     |         |
| 1992–1993 | 1           | 24    | Second Division | 46    | 27    | 12     | 7       | 73–34     | 93     |         |
| 1993–1994 | 10          | 24    | First Division  | 46    | 18    | 13     | 15      | 57–59     | 67     |         |
| 1994–1995 | 11          | 24    | First Division  | 46    | 16    | 15     | 15      | 50–53     | 63     |         |
| 1995–1996 | 4           | 24    | First Division  | 46    | 20    | 13     | 13      | 60–49     | 73     |         |
| 1996–1997 | 12          | 24    | First Division  | 46    | 18    | 10     | 18      | 51–57     | 64     |         |
| 1997–1998 | 23          | 24    | First Division  | 46    | 11    | 13     | 22      | 44–74     | 46     |         |
| 1998–1999 | 8           | 24    | Second Division | 46    | 21    | 6      | 19      | 59–63     | 69     |         |
| 1999–2000 | 6           | 24    | Second Division | 46    | 23    | 13     | 10      | 68–42     | 82     |         |
| 2000–2001 | 5           | 24    | Second Division | 46    | 21    | 14     | 11      | 74–49     | 77     |         |
| 2001–2002 | 5           | 24    | Second Division | 46    | 23    | 11     | 12      | 67–40     | 80     |         |
| 2002–2003 | 21          | 24    | First Division  | 46    | 12    | 14     | 20      | 45–69     | 50     |         |
| 2003–2004 | 11          | 24    | First Division  | 46    | 18    | 12     | 16      | 58–55     | 66     |         |
| 2004–2005 | 12          | 24    | Championship    | 46    | 17    | 10     | 19      | 36–38     | 61     | 16.455  |
| 2005–2006 | 13          | 24    | Championship    | 46    | 17    | 7      | 22      | 54–63     | 58     | 14.432  |
| 2006–2007 | 8           | 24    | Championship    | 46    | 19    | 16     | 11      | 62–41     | 73     | 15.749  |
| 2007–2008 | 2           | 24    | Championship    | 46    | 21    | 16     | 9       | 69–55     | 79     | 16.825  |
| 2008–2009 | 12          | 20    | Premier League  | 38    | 12    | 9      | 17      | 38–55     | 45     | 26.994  |
| 2009–2010 | 11          | 20    | Premier League  | 38    | 11    | 14     | 13      | 34–48     | 47     | 27.162  |
| 2010–2011 | 13          | 20    | Premier League  | 38    | 13    | 7      | 18      | 46–48     | 46     | 26.858  |
| 2011–2012 | 14          | 20    | Premier League  | 38    | 11    | 12     | 15      | 36–53     | 45     | 27.226  |
| 2012–2013 | 13          | 20    | Premier League  | 38    | 9     | 15     | 14      | 34–45     | 42     | 26.722  |
| 2013–2014 | 9           | 20    | Premier League  | 38    | 13    | 11     | 14      | 45–52     | 50     | 26.137  |
| 2014–2015 | 9           | 20    | Premier League  | 38    | 15    | 9      | 14      | 48–45     | 54     | 27.081  |
| 2015–2016 | 9           | 20    | Premier League  | 38    | 14    | 9      | 15      | 41–55     | 51     | 27.534  |
| 2016–2017 | 13          | 20    | Premier League  | 38    | 11    | 11     | 16      | 41–56     | 44     | 27.433  |
| 2017–2018 | 19          | 20    | Premier League  | 38    | 7     | 12     | 19      | 35–68     | 33     | 29.280  |
| 2018-2019 | 16          | 24    | Championship    | 46    | 11    | 22     | 13      | 45–52     | 55     | 25.200  |
| 2019-2020 | 15          | 24    | Championship    | 46    | 16    | 8      | 22      | 62-68     | 56     | 18.858  |
| 2020-2021 | 14          | 24    | Championship    | 46    | 15    | 15     | 16      | 50-52     | 60     | --      |
| 2021-2022 | 14          | 24    | Championship    | 46    | 17    | 11     | 18      | 57-52     | 62     | 20.921  |
| 2022-2023 | 16          | 24    | Championship    | 46    | 14    | 11     | 21      | 55-54     | 53     | 20.570  |
| 2023-2024 | 17          | 24    | Championship    | 46    | 15    | 11     | 20      | 49-60     | 56     | 22.742  |
| 2024-2025 | 18          | 24    | Championship    | 46    | 12    | 15     | 19      | 45-62     | 51     | 22.786  |

### In Europa
Uitslagen vanuit gezichtspunt Stoke City
| Seizoen                                                     | Competitie    | Ronde        | Land                 | Club                 | Totaalscore | 1e W    | 2e W    | PUC  |
| ----------------------------------------------------------- | ------------- | ------------ | -------------------- | -------------------- | ----------- | ------- | ------- | ---- |
| 1972/73                                                     | UEFA Cup      | 1R           | Vlag van Duitsland   | 1. FC Kaiserslautern | 3-5         | 3-1 (T) | 0-4 (U) | 2.0  |
| 1974/75                                                     | UEFA Cup      | 1R           | Vlag van Nederland   | Ajax                 | 1-1 u       | 1-1 (T) | 0-0 (U) | 2.0  |
| 2011/12                                                     | Europa League | 3Q           | Vlag van Kroatië     | HNK Hajduk Split     | 2-0         | 1-0 (T) | 1-0 (U) | 12.0 |
|                                                             |               | PO           | Vlag van Zwitserland | FC Thun              | 5-1         | 1-0 (U) | 4-1 (T) | 12.0 |
|                                                             |               | Groep E      | Vlag van Oekraïne    | FC Dynamo Kiev       | 2-2         | 1-1 (U) | 1-1 (T) | 12.0 |
|                                                             |               | Groep E      | Vlag van Turkije     | Beşiktaş JK          | 3-4         | 2-1 (T) | 1-3 (U) | 12.0 |
|                                                             |               | Groep E (2e) | Vlag van Israël      | Maccabi Tel Aviv FC  | 5-1         | 3-0 (T) | 2-1 (U) | 12.0 |
|                                                             |               | 2R           | Vlag van Spanje      | Valencia CF          | 0-2         | 0-1 (T) | 0-1 (U) | 12.0 |
| Totaal aantal behaalde punten voor UEFA coëfficiënten: 16.0 |               |              |                      |                      |             |         |         |      |

Zie ook
- Deelnemers UEFA-toernooien Engeland
- Ranglijst van alle clubs die in de diverse Europa Cups zijn uitgekomen

### Player of the Year

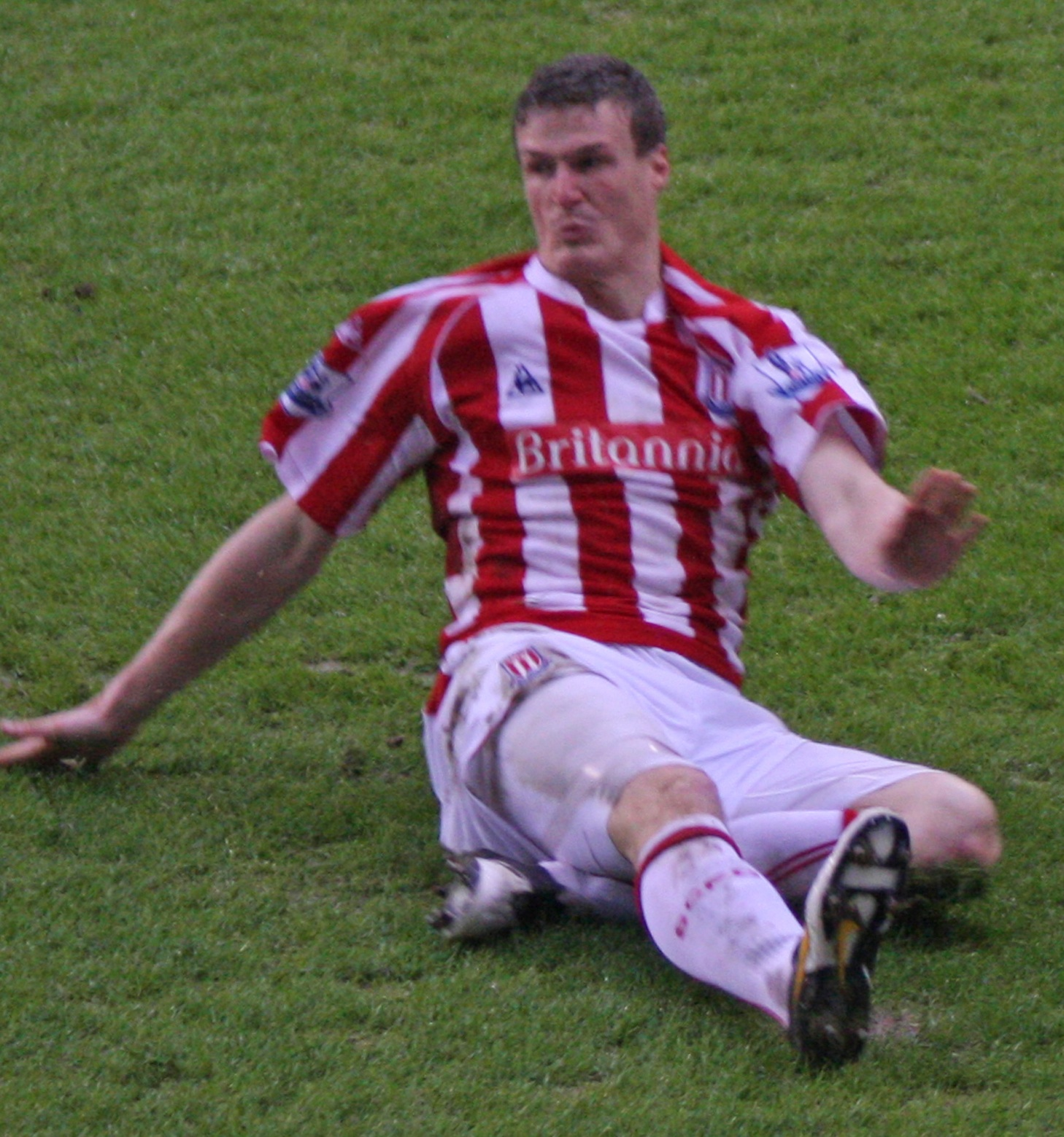
Winnaar in 2011: Robert Huth

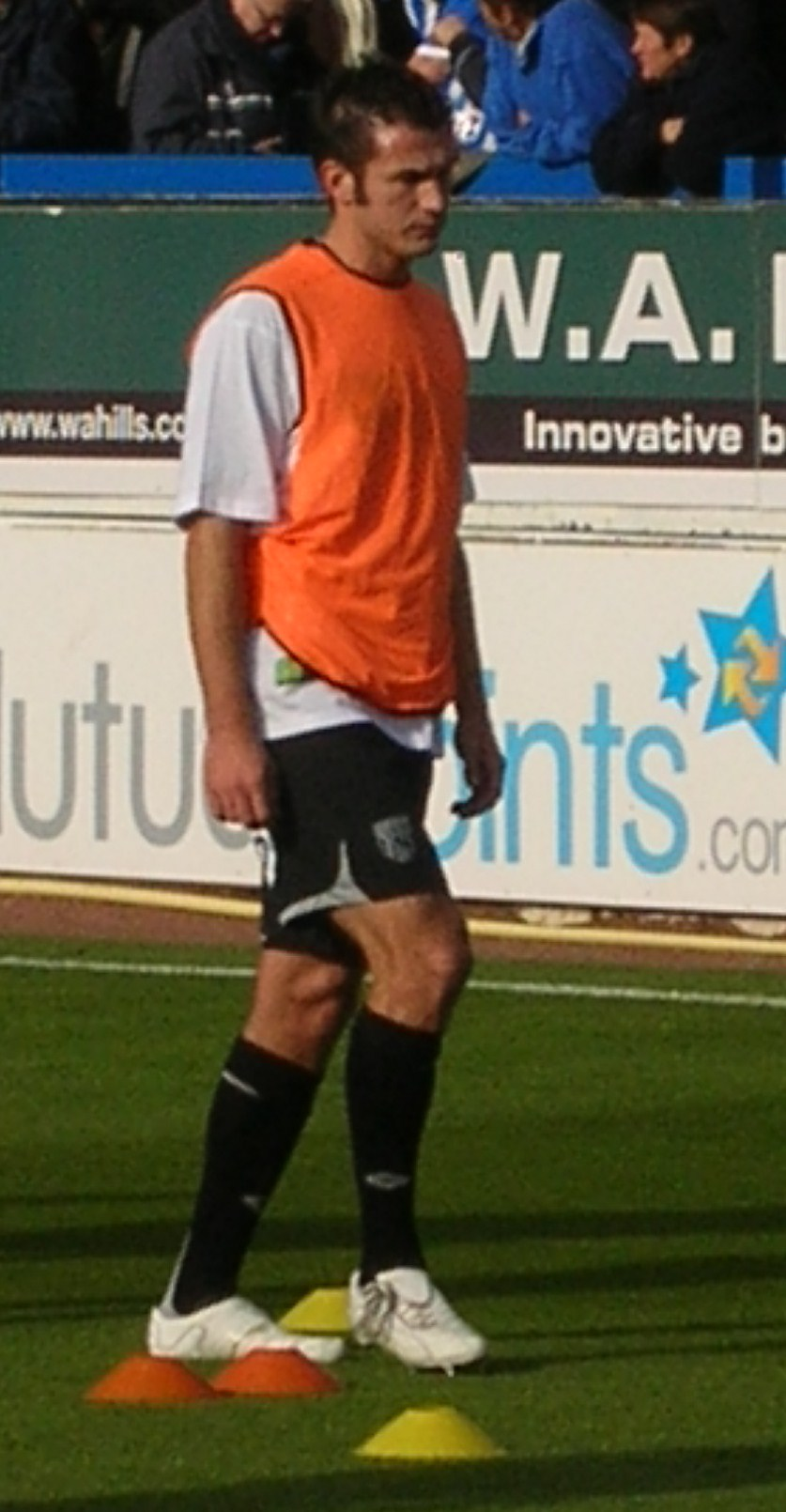
Winnaar in 2006: Carl Hoefkens

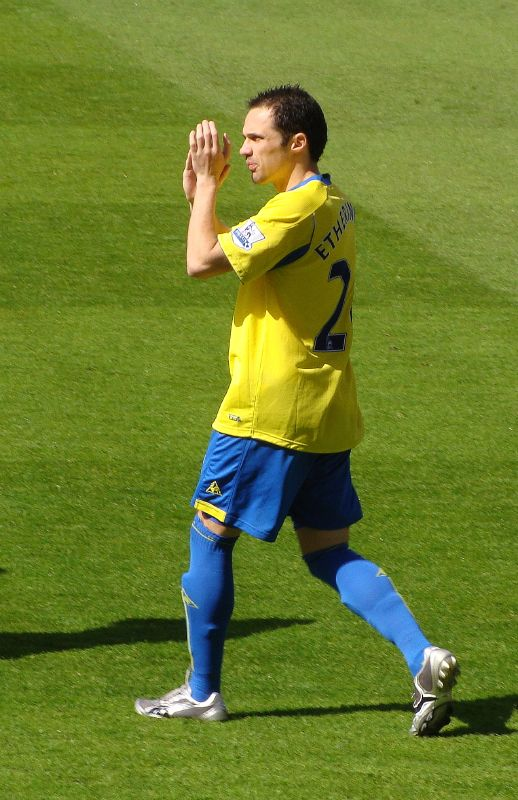
Winnaar in 2010: Matthew Etherington

Sinds 1978 kiezen de supporters van Stoke City aan het einde van het seizoen de in hun ogen beste speler van de voorbije voetbaljaargang. Doelman Peter Fox won de eretitel drie keer.
| Seizoen | Naam speler                 | Nationaliteit | Positie  |
| ------- | --------------------------- | ------------- | -------- |
| 1978    | Howard Kendall              | ENG           | MF       |
| 1979    | Mike Doyle                  | ENG           | DF       |
| 1980    | Alan Dodd                   | ENG           | DF       |
| 1981    | Peter Fox                   | ENG           | GK       |
| 1982    | Peter Fox                   | ENG           | GK       |
| 1983    | Mickey Thomas               | WAL           | MF       |
| 1984    | Steve Bould                 | ENG           | DF       |
| 1985    | Sammy McIlroy               | NIR           | MF       |
| 1986    | Keith Bertschin             | ENG           | FW       |
| 1987    | Lee Dixon                   | ENG           | DF       |
| 1988    | Steve Parkin                | ENG           | DF       |
| 1989    | Chris Kamara                | ENG           | DF       |
| 1990    | Peter Fox                   | ENG           | GK       |
| 1991    | Mickey Thomas               | WAL           | MF       |
| 1992    | Wayne Biggins               | ENG           | FW       |
| 1993    | Mark Stein                  | RSA           | FW       |
| 1994    | Ian Cranson                 | ENG           | MF       |
| 1995    | Lárus Sigurðsson            | ISL           | DF       |
| 1996    | Ray Wallace en Mark Prudhoe | ENG           | DF en GK |
| 1997    | Andy Griffin                | ENG           | DF       |
| 1998    | Justin Whittle              | ENG           | DF       |
| 1999    | Kevin Keen                  | ENG           | MF       |
| 2000    | James O'Connor              | IRL           | MF       |
| 2001    | Brynjar Gunnarsson          | ISL           | MF       |
| 2002    | Wayne Thomas                | ENG           | DF       |
| 2003    | Sergei Shtanuk              | BLR           | DF       |
| 2004    | Ade Akinbiyi                | NGR           | FW       |
| 2005    | Clint Hill                  | ENG           | DF       |
| 2006    | Carl Hoefkens               | BEL           | DF       |
| 2007    | Danny Higginbotham          | ENG           | DF       |
| 2008    | Liam Lawrence               | IRL           | MF       |
| 2009    | Abdoulaye Faye              | SEN           | DF       |
| 2010    | Matthew Etherington         | ENG           | MF       |
| 2011    | Robert Huth                 | GER           | DF       |
| 2012    | Peter Crouch                | ENG           | FW       |
| 2013    | Asmir Begović               | BIH           | GK       |
| 2014    | Ryan Shawcross              | ENG           | DF       |
| 2015    | Steven Nzonzi               | FRA           | MF       |
| 2016    | Jack Butland                | ENG           | GK       |
| 2017    | Lee Grant                   | ENG           | GK       |
| 2018    | Joe Allen                   | WAL           | MF       |
| 2019    | Jack Butland                | ENG           | GK       |
| 2020    | James McClean               | IRL           | MF       |

## Bekende (oud-)Potters

### Spelers
- Ibrahim Afellay
- Joe Allen
- Shola Ameobi
- Gordon Banks
- Saido Berahino
- Steve Bould
- Wouter Burger
- Jack Butland
- Peter Crouch
- Dwight Gayle
- Ed de Goeij
- Lee Grant
- Bruce Grobbelaar
- Þórður Guðjónsson
- Eiður Guðjohnsen
- Clint Hill
- Carl Hoefkens
- Geoff Hurst
- Bojan Krkić
- Ritchie De Laet
- Niki Mäenpää
- Million Manhoef
- Bruno Martins Indi
- Stanley Matthews
- Erik Pieters
- Jesé Rodríguez
- Dick Schreuder
- Xherdan Shaqiri
- Ryan Shawcross
- Peter Shilton
- Wesley

### Trainers
- Jan Boskamp
- Mark Hughes
- Paul Lambert
- Brian Little
- Mick Mills
- Alex Neil
- Michael O'Neill
- Tony Pulis